# Vallisneria nana
Vallisneria nana R.Br. è una pianta acquatica della famiglia Hydrocharitaceae.

## Distribuzione e habitat
La specie è diffusa in Cambogia, Filippine, Nuova Guinea, Australia settentrionale e Nuova Caledonia.